# Stazione di Romanò Fornaci
La stazione di Romanò Fornaci era una stazione ferroviaria posta lungo la ex ferrovia Renate-Romanò Fornaci, era a servizio di Fornaci, frazione di Briosco.

## Storia
La stazione venne inaugurata il 28 novembre 1912 insieme alla diramazione. Con l'apertura della Monza-Molteno, la zona industriale delle Fornaci di Briosco era intenzionata a realizzare un collegamento diretto a Monza, con eventuale estensione ad Arosio e congiunzione con la linea per Asso.
Il 6 novembre 1917, frattanto, il servizio era stato sospeso dalle autorità militari le quali requisirono il materiale d'armamento per riutilizzarlo presso alcuni scali milanesi; stanti le cattive condizioni economiche in cui versava, il 27 febbraio 1924 la MMO rinunciò alla concessione della linea, la quale venne rilevata dalla neocostituita Società Anonima Raccordo Renate-Fornaci di Briosco: debitamente riarmata a partire dall'inverno precedente, il 10 novembre del 1925 la ferrovia venne riaperta all'esercizio in regime di servizio merci.
Nel maggio del 1931 la società Ceramiche Briosco, unico cliente della linea, chiuse, comportando la definitiva sospensione della linea. Un breve riutilizzo della ferrovia si ebbe durante la Seconda Guerra Mondiale, allorché l'edificio posto al capolinea fu utilizzato come deposito di munizioni.

## Strutture e impianti
La stazione era dotata di un fabbricato viaggiatori, con caratteristiche tipiche di un casello ferroviario, e due binari tronchi per i merci delle Fornaci di Briosco.
La stazione è passante in quanto parte del prolungamento mai realizzato fino ad Arosio. Dopo la soppressione, venne adibita ad abitazione privata.

## Movimento
Fin dalla sua apertura il traffico viaggiatori si rivelò peraltro scarso, a motivo della scarsissima popolazione della località capolinea (di soli 183 abitanti), rendendo sovradimensionate le due sole coppie di treni previste in orario; per ciascuna di esse era prevista una composizione formata da una carrozza mista e quattro carri merci. 